# 울리차 세르게이 예이젠시테이나역
울리차 세르게이 예이젠시테이나 역(러시아어: Улица Сергея Эйзенштейна)은 모스크바 모노레일의 동쪽 종착역이다. 모스크바 북동부 오크루그의 오스탄킨스키 구역에 위치한다. 이 역은 06시 50분에 문을 열고 23시에 문을 닫는다.

## 역사
울리차 세르게이 예이젠시테이나 역은 처음 4개 역과 함께 2004년 11월 20일에 개통되었다(9일 후에 개통된 남쪽 종착역 티미랴젭스카야 역 제외). 단 두 편성의 열차만 노선에서 운행되었고, 열차 배차 간격은 30분으로 운영 시간은 10시부터 16시까지였다. 승객들은 울리차 세르게이 예이젠시테이나 역에서만 열차에 탑승할 수 있었다. 2008년 1월 10일, 모노레일은 6:50 ~ 23:00 승객을 위한 정기 운행을 시작했고, 어느 역에서나 열차에 탑승할 수 있게 되었다. 또한, 티켓 가격은 50루블에서 19루블로 인하되었다.

## 지리
이 역에는 두 개의 출입구가 있다. 복합버스와 트롤리버스 노선인 154번 및 48번은 각각 정차하며, 국민 경제 달성 박람회로 향하는 69번과 70번 역사 인근에 정차한다.

## 같이 보기
- (러시아어) 모노레일 역사 소개